# Puma concolor
Il puma (Puma concolor (Linnaeus, 1771)), chiamato anche coguaro o leone di montagna, è un carnivoro appartenente alla famiglia Felidi presente in America settentrionale, centrale e meridionale.
Pur essendo un animale di grande taglia, nella famiglia dei felidi è filogeneticamente appartenente ai felini veri e propri e non al gruppo dei panterini.

## Etimologia
La parola "puma" viene dalla lingua amerindia quechua (parlata dagli Inca), introdotta in Europa dallo spagnolo. È il nome comune utilizzato per la specie in America Latina e nella maggior parte delle lingue europee, italiano incluso. Sebbene ne sia attestato l'uso anche in inglese, negli Stati Uniti il felino è chiamato più comunemente coguaro (cougar). Il termine è derivato, attraverso il francese, dal portoghese çuçuarana (da cui anche il termine suçuarana utilizzato in Brasile per chiamare il puma), che a sua volta deriverebbe dal termine utilizzato nella lingua tupi o, alternativamente, dal termine guaraní cuguacu-arana.
I conquistadores utilizzarono anche il termine leone, attribuendo le pelli che videro nei villaggi amerindi a delle leonesse. Anche quest'uso è sopravvissuto e il puma è anche chiamato leone di montagna (mountain lion) negli Stati Uniti e in Canada. Altri nomi comuni negli Stati Uniti sono catamount (gatto di montagna) e pantera (panther e, nella forma corrotta, painter). Nell'inglese britannico, così come in italiano, il termine "pantera" designa prevalentemente il leopardo, soprattutto se di colore nero. Nell'inglese statunitense, pur mantenendo questo significato, esso è sinonimo anche di puma, associando il fatto che l'animale abbia un manto di colore uniforme. Lo stesso nome scientifico della specie associa alla parola puma utilizzata per designare il genere, l'epiteto concolor che significa "dello stesso colore", a sottolineare questa caratteristica del mantello dell'animale.

## Descrizione

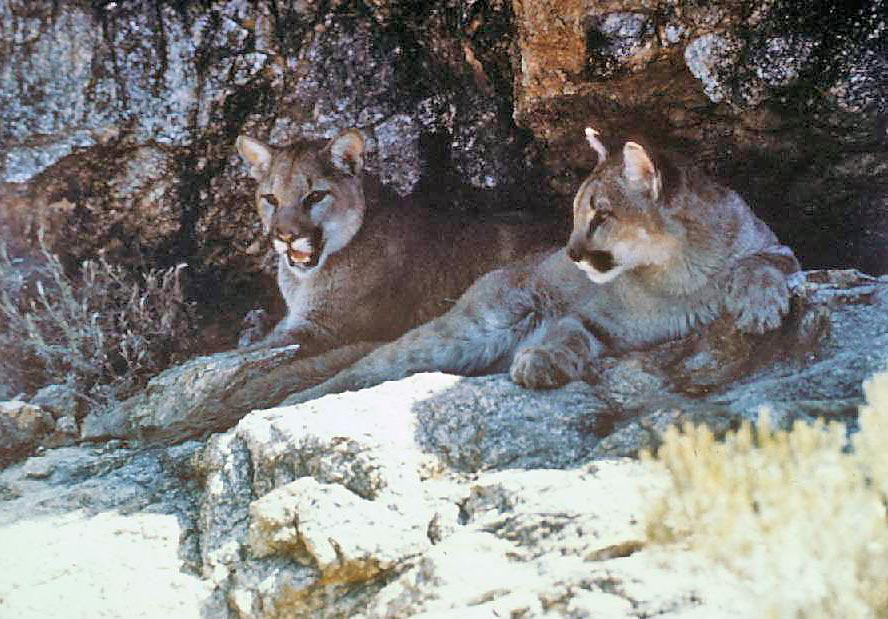
Una coppia di puma

Recenti studi sui geni suggeriscono che il puma sia imparentato in modo relativamente stretto al ghepardo nordamericano estinto Miracinonyx; recenti ricerche molecolari sembrano indicare una discreta affinità anche con il ghepardo moderno, con il quale presenta alcune similitudini esteriori. Per contro, il puma non è uno stretto parente dei cosiddetti grandi felini (il leone, la tigre, il giaguaro, il leopardo ecc.), e viene tassonomicamente classificato con i "piccoli" felini, ma, fra questi ultimi, è nettamente il più grande (anche considerando il ghepardo tra i "piccoli" felini, il puma rimarrà comunque il membro più pesante della sottofamiglia). I puma che vivono più vicino all'equatore sono i più piccoli, e crescono in grandezza nelle popolazioni più vicine ai poli.
Il puma è alto 60-90 cm circa al garrese. La sua lunghezza, esclusa la coda, è in media di 130 cm per i maschi e 110 cm per le femmine, cui si aggiungono tra i 66 e i 78 cm di coda. Sommando le misure, la lunghezza del puma varia dagli 1,5 ai 2,4 m anche se esemplari più lunghi raggiungono i 2,8 m. Il suo peso varia dai 50 ai 70 kg circa per i maschi (ma alcuni esemplari possono arrivare anche a 120 kg) e dai 35 ai 50 kg circa per le femmine. Confrontando le dimensioni generali dei felidi di maggiore taglia, il puma risulta essere al quarto posto dopo tigre, leone e giaguaro ed insieme al leopardo (mentre il ghepardo, di altezza simile al puma, è molto più leggero). Il puma possiede un morso potente, che può raggiungere i 350 psi (circa 160 kg/cm²), più forte quindi di quello del leopardo, ma più debole rispetto alla potenza mascellare esercitata da un lupo.
Il pelo è corto, morbido, folto e dal colore uniforme e molto variabile. Le zampe anteriori hanno 5 dita, mentre quelle posteriori 4, con unghie retrattili. I puma sono tra gli animali più agili, potendo fare salti alti 4 metri e lunghi 10, e detengono il record di "salto in alto" tra tutti i mammiferi terrestri.

### Colore e aspetto fisico
L'aspetto generale del puma ricorda quello di diversi altri felini: la colorazione è come quella del leone, mentre le proporzioni corporee ricordano vagamente quella di un robusto ghepardo (al quale è forse più affine). Il puma ha in comune con quest'ultimo la testa piccola e tondeggiante, il collo piuttosto lungo, il corpo snello e le zampe più lunghe e sottili di quelle di altri felidi di grossa taglia (benché queste caratteristiche non siano così accentuate come nel ghepardo); tuttavia le estremità delle zampe sono robuste come nei felini più tipici. Nella bocca hanno 4 grandi canini, 12 incisivi più piccoli e 14 molari, come tutti i Felidi. I puma emettono numerosi richiami, che si differenziano da maschio e femmina, ma, a differenza dei grandi felini, nessun ruggito. Il richiamo più noto di questo animale (descritto da alcuni ricercatori nordamericani come Truman Everts simile a quello dell'uomo) viene spesso attribuito nei prodotti USA ad altri grandi felidi, in particolare il leopardo e la pantera nera.
In libertà, i puma possono raggiungere dai 18 ai 20 anni d'età, sebbene la loro vita duri di solito un decennio; in cattività arrivano ai 25 anni o più. Possono anche essere addomesticati.
Il più delle volte i puma sono bruno fulvo, biondo rossiccio, o grigio argento; il mento ed il petto, comunque, sono sempre biancastri. I puma appena nati sono di colore beige, pezzati, ed hanno degli anelli sulla coda; la pezzatura sbiadisce durante i primi anni di vita. Esistono anche puma anormalmente pallidi e persino bianchi. Sono stati descritti pure puma di colore marrone anormalmente scuro con addomi bianchi, soprattutto nell'America meridionale e centrale, chiamati couguar noire da Georges-Louis Leclerc de Buffon, conte di Buffon. Non ci sono resoconti autenticati di puma affetti da vero melanismo nell'America settentrionale.

## Biologia

### Alimentazione
I puma cacciano mammiferi di quasi tutte le taglie. Nel Nordamerica tra le prede del puma si annoverano cervi e renne, ma anche topi, ratti, moffette, procioni, castori ed opossum, come pure pecore e giovani bovini. Anche altri predatori come i coyote e le linci rosse possono essere sopraffatti dal puma. Oltre ai mammiferi, il puma si nutre anche di uccelli e, in alcune regioni, di pesci. Non mangia, però, carogne ed evita anche i rettili.
Per abbattere una preda più grossa, il puma inizialmente le si avvicina di soppiatto. Da una distanza più breve le salta addosso sul dorso e le rompe l'osso del collo con un forte morso alla gola. Ha una fortissima potenza muscolare nelle gambe ed è il felino che riesce a spiccare i balzi maggiori, fino a 13,5 m in lunghezza e 4,5 in altezza (ufficiosamente sono stati riportati salti di 18 metri). Arriva alla velocità di 80 km/h in corsa, ma occasionalmente può raggiungere 96 km/h, cosa che lo rende il felino più veloce dopo il ghepardo. Il puma tuttavia è molto più forte del ghepardo e a differenza di quest'ultimo utilizza la lotta corpo-a-corpo per sottomettere la preda: riesce a gettare a terra con l'aiuto della corsa animali 8 volte il suo peso (puma femmine di 45 kg hanno atterrato caribu di 360 kg) ed è diverse volte più forte di un uomo (le stime vanno da 5 a 8 volte per esemplari di 70-80 kg). A differenza del leopardo, il comportamento di mettere al riparo le prede sugli alberi non sembra essere mai stato riscontrato nel puma, il che forse indica una maggiore capacità di competere con gli altri carnivori del suo ambiente.

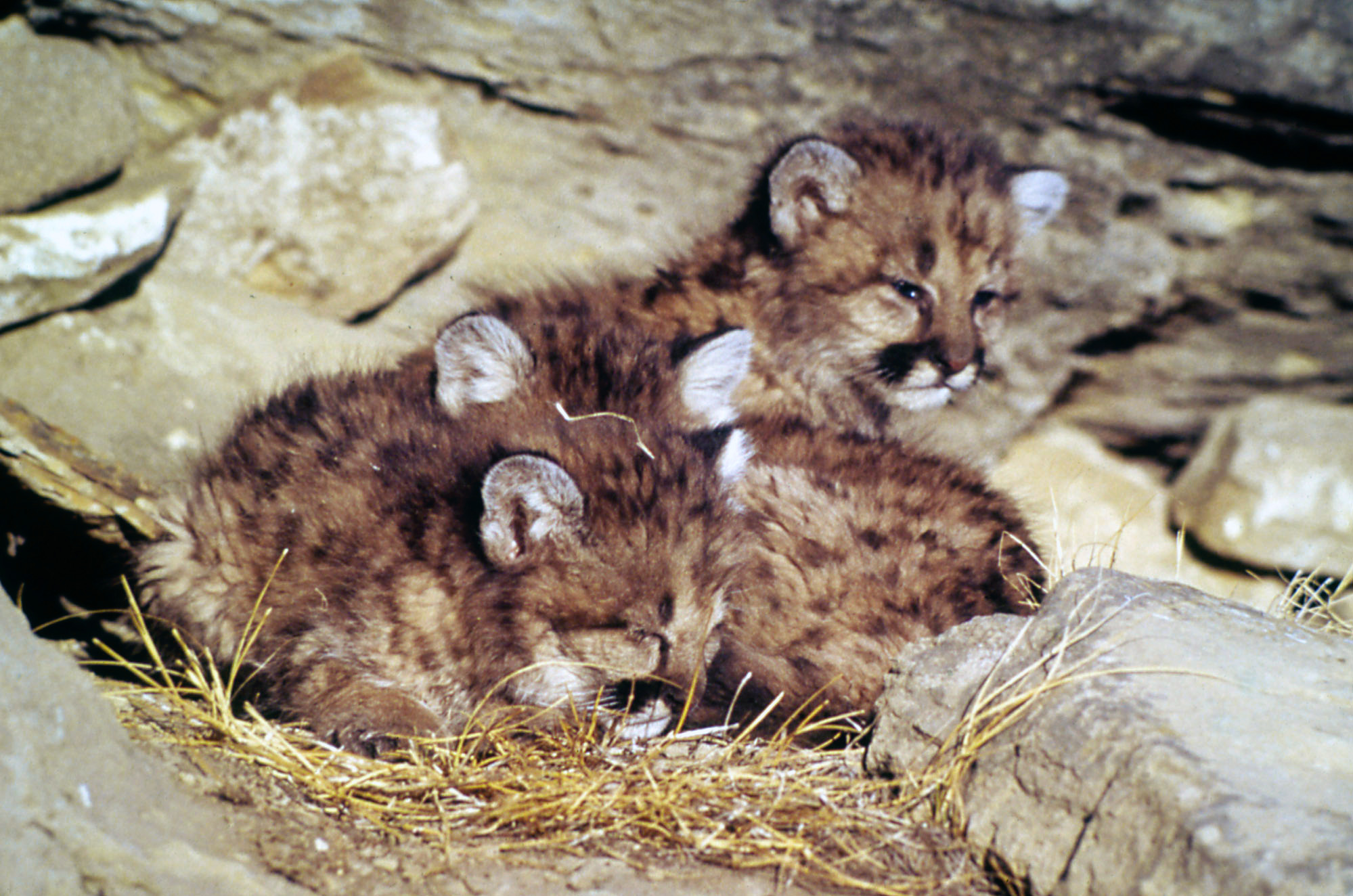
Cuccioli di puma.

Il puma è un felino timido, che evita solitamente gli insediamenti umani. Occasionalmente, tuttavia, può attaccare l'uomo. Negli Stati Uniti si verificano, di solito, circa quattro avvenimenti del genere ogni anno; vittime degli attacchi sono perlopiù bambini. Si tratta dell'unico dei "piccoli felini" ad essere considerato potenzialmente pericoloso per le persone.
Il puma stesso, oltre all'uomo, ha pochi nemici da temere. Solo lupi ed orsi possono ogni tanto predare puma giovani o malati in Nordamerica; in Sudamerica l'unico vero competitore capace di uccidere persino esemplari adulti è il giaguaro.

### Riproduzione
Essendo solitari, i puma si incontrano solo durante il periodo dell'accoppiamento, che spesso, anche se non esclusivamente, va da novembre a giugno, per sei giorni al massimo, prima che il maschio abbandoni di nuovo la femmina alcune settimane prima del parto. Il periodo di gestazione dura circa tre mesi. Una figliata può essere composta da uno a sette cuccioli, di norma due o tre. Ogni piccolo pesa dai 230 ai 450 grammi, ed è grande da 20 a 30 centimetri. I cuccioli assumono cibo solido dopo circa 6-7 settimane e si separano dalla madre dopo circa 20 mesi.
La presenza di un mantello maculato nei piccoli coguari è considerato un tratto ancestrale ereditato dall'antenato comune dei felini e carnivori affini (anche i leoni presentano questa caratteristica), nonché un esempio di tratto infantile arcaico che si perde nell'adulto.

## Distribuzione e habitat
Il puma era precedentemente diffuso in tutta l'America del Nord e del Sud. Nessun altro mammifero del continente aveva una diffusione così vasta; si estendeva dal sud del Canada attraverso l'America centrale fino alla Patagonia meridionale. Al giorno d'oggi la sua diffusione è fortemente limitata e ridotta ad aree disabitate o poco popolate dall'uomo. Negli Stati Uniti i puma sono sopravvissuti alle ondate di sterminio solo sulle Montagne Rocciose, nei deserti e semideserti del sudovest e nelle regioni paludose delle Everglades in Florida. Attraverso dei provvedimenti protezionistici, il suo territorio si è nuovamente esteso, ed in alcune regioni a ovest degli Stati Uniti i puma non evitano più nemmeno i dintorni delle città.

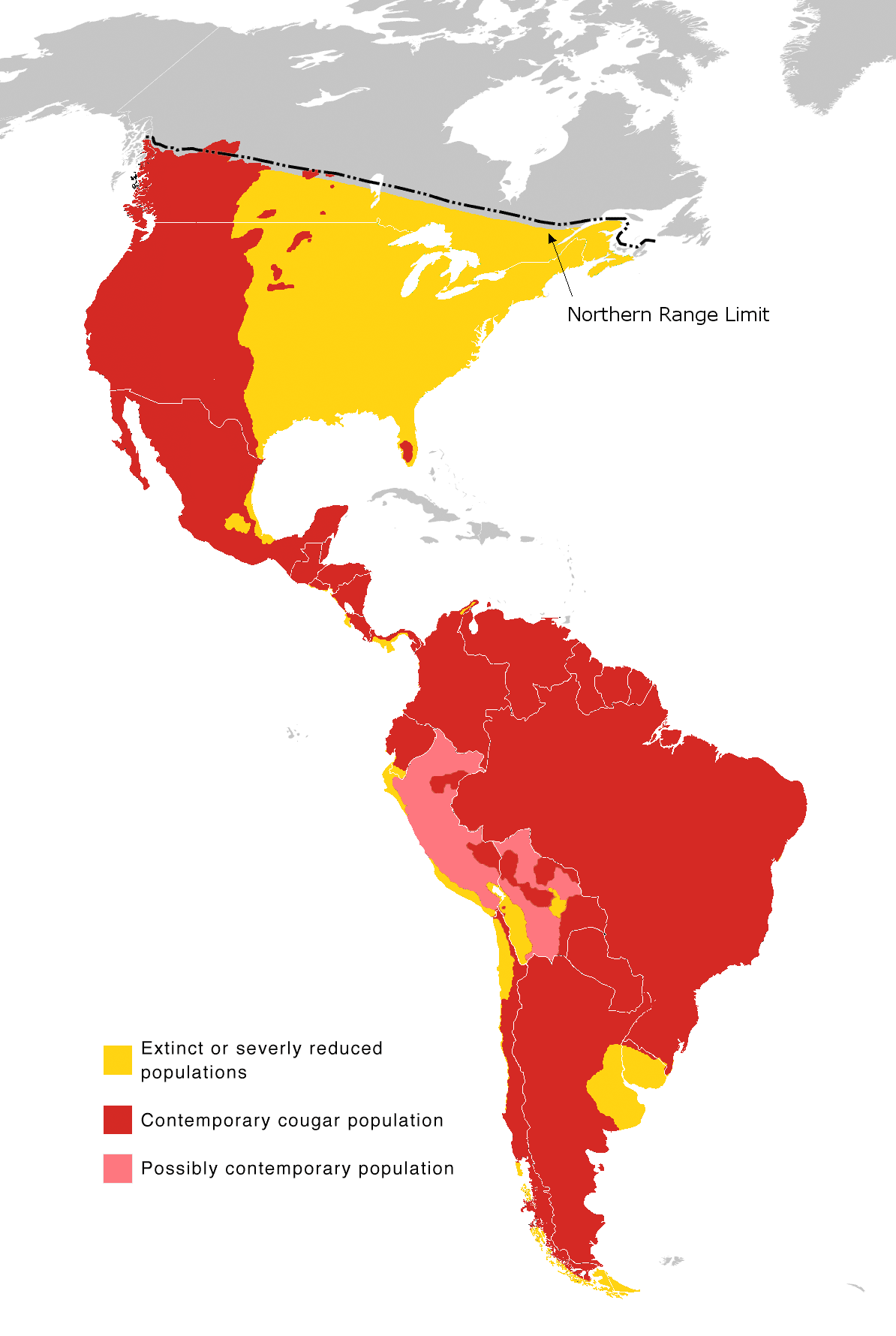
Areale del puma

Ecologicamente parlando, il puma può essere considerato l'equivalente americano del leopardo, e come quest'ultimo è capace di adattarsi in quasi tutti gli habitat del suo vasto areale; la prateria, le foreste boreali, temperate e tropicali, i semideserti e l'alta montagna fanno tutti parte degli spazi vitali di questo felino. Solo la tundra artica e i deserti veri e propri risultano essere habitat troppo ostili.

### Popolazioni di puma degli Stati Uniti e del Canada

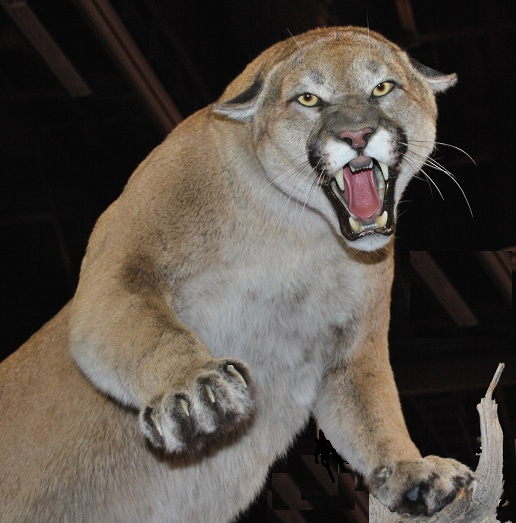
Puma impagliato in Nevada.

Dopo essere stato cacciato quasi fino all'estinzione negli Stati Uniti, il puma ha fatto la sua ricomparsa in modo considerevole, con 30 000 esemplari stimati negli Stati Uniti occidentali. In Canada si trovano puma ad ovest delle praterie, nell'Alberta, nella Columbia Britannica e nello Yukon meridionale. La più alta concentrazione di puma nell'America settentrionale si trova sull'Isola di Vancouver nella Columbia Britannica.
I puma stanno gradualmente estendendo il proprio territorio verso est, seguendo torrenti ed alvei, ed hanno raggiunto il Missouri, il Michigan ed attraversato il Kansas, compresa la grande area metropolitana di Kansas City. Dei puma sono stati avvistati sulla costa settentrionale del Lago Superiore con un attacco ad un cavallo ad Ely, nel Minnesota, nel 2004. Si prevede che espandano presto il loro territorio sugli interi Stati Uniti orientali e meridionali. Continuano ad esserci segnalazioni sulla sopravvivenza della popolazione rimanente del puma orientale (Puma concolor cougar) nel Nuovo Brunswick, nell'Ontario, e nella penisola Gaspé del Quebec.
A causa dell'urbanizzazione di aree rurali, i puma vengono spesso a contatto con le persone, soprattutto in aree con grandi popolazioni di cervi, le loro prede naturali. Hanno anche cominciato a cacciare animali domestici come cani, gatti e bestiame, ma sono raramente ricorsi a umani come fonte di cibo.
La stima del 1990 circa numerava tra i 4 000 e i 6 000 puma in California e tra i 4 500 e i 5 000 in Colorado. Nell'ultima ricerca effettuata nel marzo 2011 il coguaro (o leone di montagna) è stato dichiarato estinto dall'est degli Stati Uniti, conseguentemente alla mancanza di avvistamenti dagli anni trenta.

## Tassonomia
Il genere Puma comprende l'unica specie attuale Puma concolor, suddivisa in numerose sottospecie. In passato sono vissute altre specie attribuite al genere Puma, come la pantera di Owen (Puma pardoides) vissuta in Europa tra Pliocene e Pleistocene. A volte anche lo yaguarondi (Herpailurus yaguaroundi) è attribuito al genere Puma.

### Sottospecie
In passato venivano riconosciute sino a 32 sottospecie di puma:
- Puma concolor acrocodia - puma del Mato Grosso
- Puma concolor anthonyi - puma del Venezuela meridionale
- Puma concolor araucanus - puma del sud
- Puma concolor azteca - puma messicano
- Puma concolor bangsi - puma della Colombia
- Puma concolor browni - leone di Yuma
- Puma concolor californica - puma della California
- Puma concolor concolor - puma brasiliano
- Puma concolor coryi - puma della Florida
- Puma concolor costaricensis - puma dell'America centrale
- Puma concolor couguar - puma orientale
- Puma concolor discolor - puma amazzonico
- Puma concolor hippolestes - coguaro del Colorado
- Puma concolor improcera - puma della Bassa California
- Puma concolor incarum - puma del Perù
- Puma concolor kaibabensis - coguaro dell'Arizona
- Puma concolor mayensis - puma maya
- Puma concolor missoulensis - coguaro del Montana
- Puma concolor oregonensis - coguaro dell'Oregon
- Puma concolor osgoodi - puma della Bolivia
- Puma concolor patagonica - puma della Patagonia
- Puma concolor pearsoni - puma argentino
- Puma concolor puma - puma cileno
- Puma concolor soderstromi - puma dell'Ecuador
- Puma concolor stanleyana - puma del Texas
- Puma concolor vancouverensis - coguaro di Vancouver

Nel 2000, studi di genetica molecolare hanno rivelato l'inconsistenza di molte delle presunte sottospecie riducendo il loro numero a sei:
- Puma concolor couguar: America del Nord e America centrale fino al nord del Nicaragua
- Puma concolor costaricensis: dal Nicaragua a Panama
- Puma concolor concolor: nord dell'America del Sud
- Puma concolor capricornis: est dell'America del Sud (Brasile)
- Puma concolor puma: sud dell'America del Sud (Cile e sud dell'Argentina)
- Puma concolor cabrerae: centro dell'America del Sud (Bolivia, Paraguay e nord dell'Argentina)

Uno studio più recente basato sull'analisi del mtDNA ha ulteriormente ridotto a due il numero delle sottospecie riconosciute e tale posizione è stata fatta propria dall'IUCN Cat Specialist Group (2017) che riconosce come valide le seguenti sottospecie:
- Puma concolor concolor (Linnaeus, 1771) - diffuso in Sud America.
- Puma concolor couguar (Kerr, 1792) - diffuso in Nord America e America Centrale.

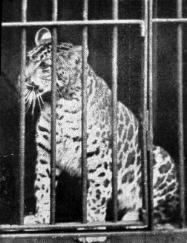
Pumapardo dello zoo di Amburgo, in Germania (1904)

### Ibridi
Esistono ibridi fra diverse sottospecie di puma in Florida, dove si introdussero animali forestieri al fine di aumentare la scarsa popolazione decimata anni prima dalla caccia eccessiva.
Nonostante il puma non sia strettamente imparentato con i grandi felini, si è riusciti a crearne ibridi con il leopardo, che sono stati battezzati pumapardi. Si è a conoscenza anche di ibridi fra puma e ozelot, ma in questo caso i cuccioli sono morti poco dopo la nascita. In alcune occasioni, infine, si sono avute notizie di ibridi di puma e giaguari, ma l'esistenza di questi esseri non è ancora stata provata.

## Minaccia ed importanza per gli uomini
Anche se protetto, il puma viene tuttavia cacciato da alcuni contadini, preoccupati per il loro patrimonio zootecnico. La specie nel complesso, però, non è considerata in pericolo. Il puma solitamente fugge l'uomo; solo in casi eccezionali aggredisce degli adulti.
Il puma era altamente rispettato presso gli indiani d'America. A lui venivano attribuite qualità come il comando, la forza, l'ingegno, la lealtà, l'impegno e il coraggio.
I colonizzatori nell'America del Nord hanno a lungo cacciato il puma, non solo per proteggere il proprio bestiame da questo animale, ma anche perché ambivano al suo trofeo.
Un popolo nordamericano, gli erie, trae forse dal puma il proprio nome, che viene considerato un'abbreviazione di erielhonan, in italiano "lunga coda". Per questo motivo erano chiamati dai francesi anche Nation du Chat, "popolo del gatto".

### Attacchi a umani

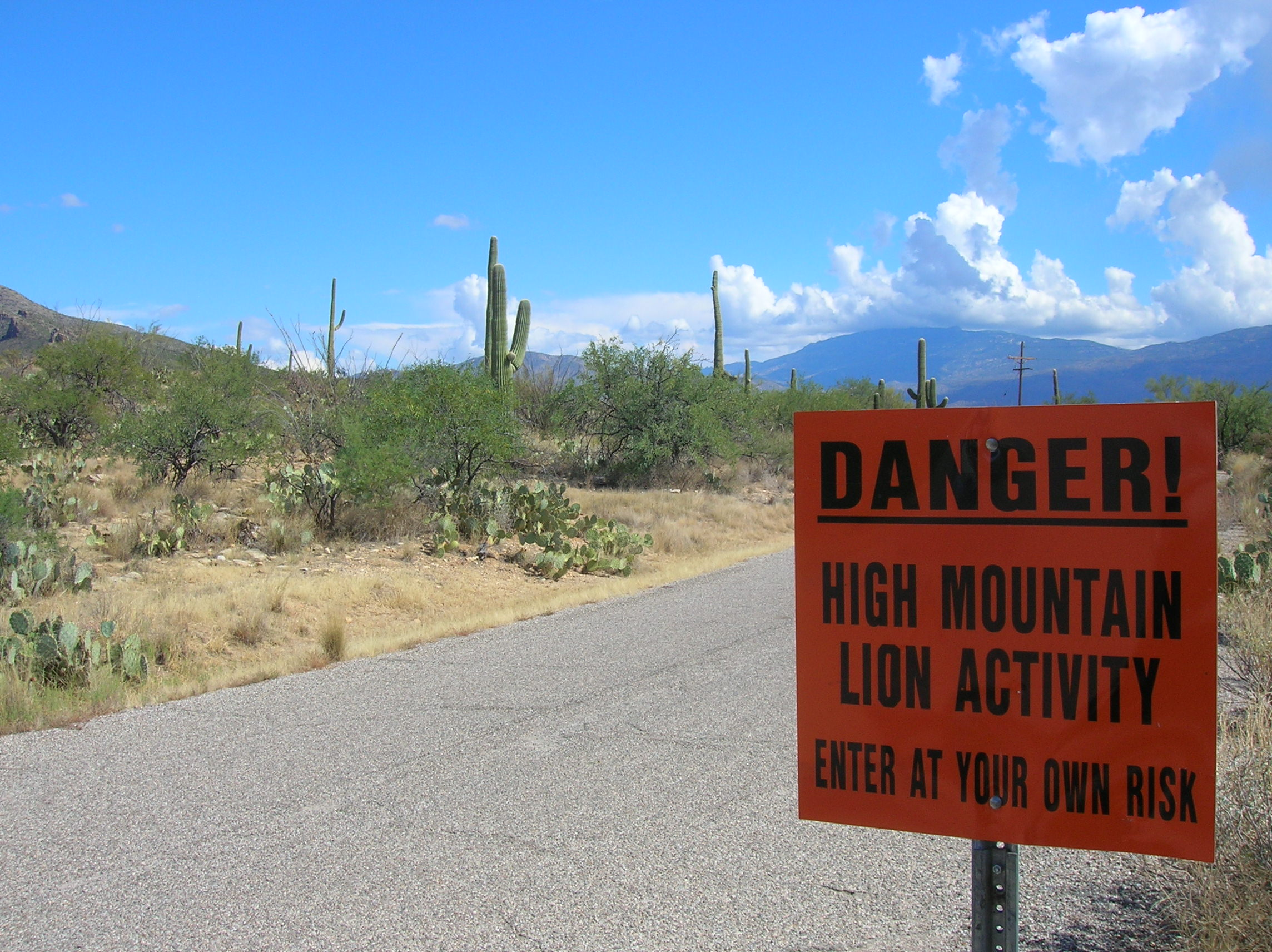
Cartello che mette in guardia da possibili incontri con i puma vicino a Tucson, Arizona

I casi di attacchi agli umani sono rari ma possono verificarsi, soprattutto quando l'intervento umano sui luoghi selvatici riduce la disponibilità di prede per il puma. Si sono verificati circa 100 attacchi ad umani negli Stati Uniti ed in Canada durante il periodo dal 1890 al gennaio 2004, con 16 morti. Nella sola California ci sono stati 14 attacchi e 6 morti. Attacchi da parte di puma su umani ed animali domestici sono associati con aree urbane tra luoghi selvaggi ed altre aree urbane più sviluppate, come a Boulder, in Colorado, area che ha incoraggiato una delle prede tradizionali del puma, il cervo mulo, ad abituarsi alle aree urbane ed alla presenza di persone ed animali selvatici. I puma, in circostanze tali, possono arrivare a perdere la loro paura sia delle persone sia dei cani e a vederli entrambi come prede.
L'8 gennaio 2004 un puma uccise e mangiò in parte un ciclista in mountain bike nel Whiting Ranch Wilderness Park nella Orange County, in California; forse fu lo stesso animale ad aggredire un'altra ciclista nel parco il giorno seguente, ma venne respinto da altri ciclisti. Un giovane puma maschio fu ucciso lì vicino dalle guardie forestali più tardi nello stesso giorno.
L'ultimo attacco fatale di un puma nel Nordamerica è stato registrato nel 2018, in Oregon, ai danni di Diana Bober, una signora di 55 anni.
In California la caccia ai puma è proibita, eccetto in circostanze molto specifiche. Questo, insieme all'estinzione in California del lupo e dell'orso bruno, ha permesso al puma di moltiplicarsi enormemente, dato che non si trovano più altri predatori in grado di rubare la cacciagione di un puma, benché gli orsi neri potrebbero essere abbastanza forti da farlo. La legge della California prevede che gli animali selvatici che hanno attaccato un essere umano debbano essere uccisi qualora siano localizzati.

## Il puma nella cultura di massa
- Los Pumas è il soprannome dei rugbisti della nazionale a 15 dell'Argentina; il nome nacque a causa di un errore relativamente recente (del 1965), quando un giornalista sudafricano, durante un tour dei sudamericani nel suo Paese, confuse il simbolo dell'Unión Argentina de Rugby, un giaguaro, con appunto un puma[37]. Grazie al tutto sommato buon successo del tour, gli argentini mantennero il soprannome come buon auspicio.
- La versione 10.8 del sistema operativo macOS della Apple si chiamava Mountain Lion, ovvero Leone di Montagna (Puma).
- Il puma è alla base dell'ultima opera teatrale di Olivia Rosenthal, Les félins m'aiment bien, che è stata rappresentata nel gennaio 2005 al teatro Gérard Philipe di Saint-Denis. In quest'opera il puma simboleggia una minaccia enigmatica e divoratrice.
- Questo animale è il simbolo dell'omonima azienda di abbigliamento sportivo.
- Nello slang anglosassone il termine cougar, o cougar woman (puma in inglese), indica una donna ultratrentenne, talora ultraquarantenne, in cerca di rapporti con uomini molto più giovani; di solito questo tipo di donne sono finanziariamente indipendenti, tali da poter mantenere anche le loro "prede".
- Appare nei seguenti film d'animazione: Lo scrigno delle sette perle nell'episodio Johnny Semedimela (prodotto dalla Disney), Spirit - Cavallo selvaggio (prodotto dalla Dreamworks Animation) e Stuart Little 3 - Un topolino nella foresta (prodotto dalla Columbia Pictures).
- Un puma di nome Louie appare in diversi corti come personaggio secondario della Banda Disney, dove cerca di divorare Paperino e Pippo, mentre in ambito Warner Bros. ne è presente invece uno di nome Pete tra i personaggi secondari dei Looney Tunes (il quale a differenza del primo ha caratteristiche antropomorfe, tra cui la capacità di parlare, ma scarsa intelligenza).
- Alcuni esemplari di puma sono presenti al Parco faunistico Le Cornelle di Valbrembo in provincia di Bergamo.
- Puma è il nome attribuito dalla Sfera Interna al Mech dei Clan designato come Adder nell'universo di BattleTech. Si tratta di una unità leggera e mobile, equipaggiata però con armamento pesante e quindi in grado di sorprendere un nemico poco accorto, anche a lunga distanza.